# Мокриця (Мядельський район)
Мокриця (біл. вёска Мокрыца) — село в складі Мядельського району Мінської області, Білорусь. Село підпорядковане Занарачанській сільській раді, розташоване в північній частині області.